# Nassarius kooli
Nassarius kooli là một loài ốc biển, là động vật thân mềm chân bụng sống ở biển thuộc họ Nassariidae.

## Phân bố
Nassarius kooli là loài bản địa tây Thái Bình Dương, với nhiều mẫu vật đã được tìm thấy ở biển Hoa Đông.